# Culture dans l'Isère
Liste de lieux de culture dans l'Isère.

## Patrimoine

### Musées départementaux
(Dont la liste est consultable sur le site musees.isere.fr )
- Musée de l'Ancien-Évêché, Grenoble

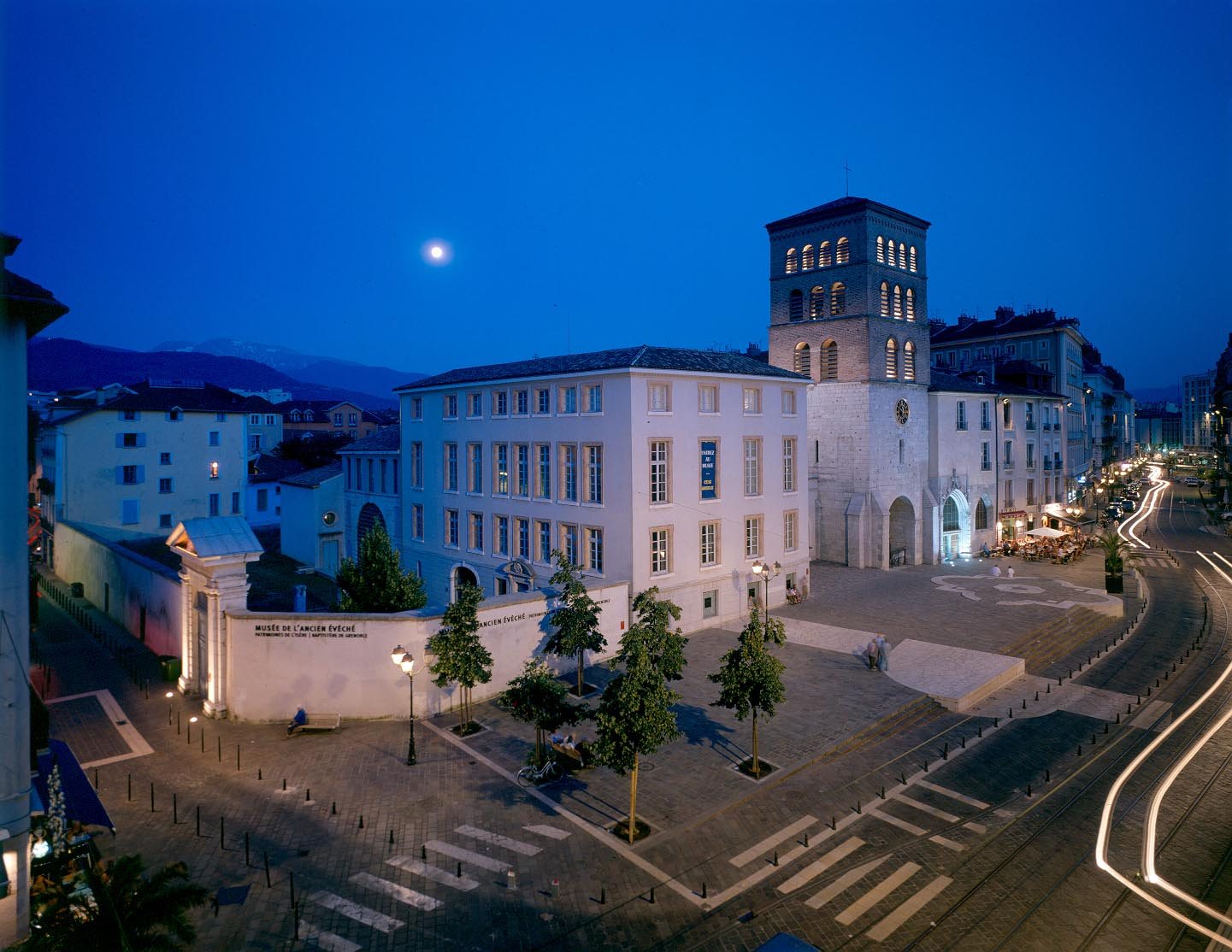
Musée de l'Ancien Évêché à Grenoble

- Musée archéologique Saint-Laurent, Grenoble
- Musée dauphinois, Grenoble
- Musée Hébert, La Tronche
- Musée Hector-Berlioz, La Côte-Saint-André
- Musée de la Résistance et de la Déportation de l'Isère, Grenoble
- Musée de Saint-Antoine-l'Abbaye, Saint-Antoine-l'Abbaye
- Domaine de Vizille - Musée de la Révolution française, Vizille
- Musée Arcabas en Chartreuse - Saint-Hugues-de-Chartreuse
- Maison Bergès, Villard-Bonnot
- Musée Champollion, Vif

### Autres musées

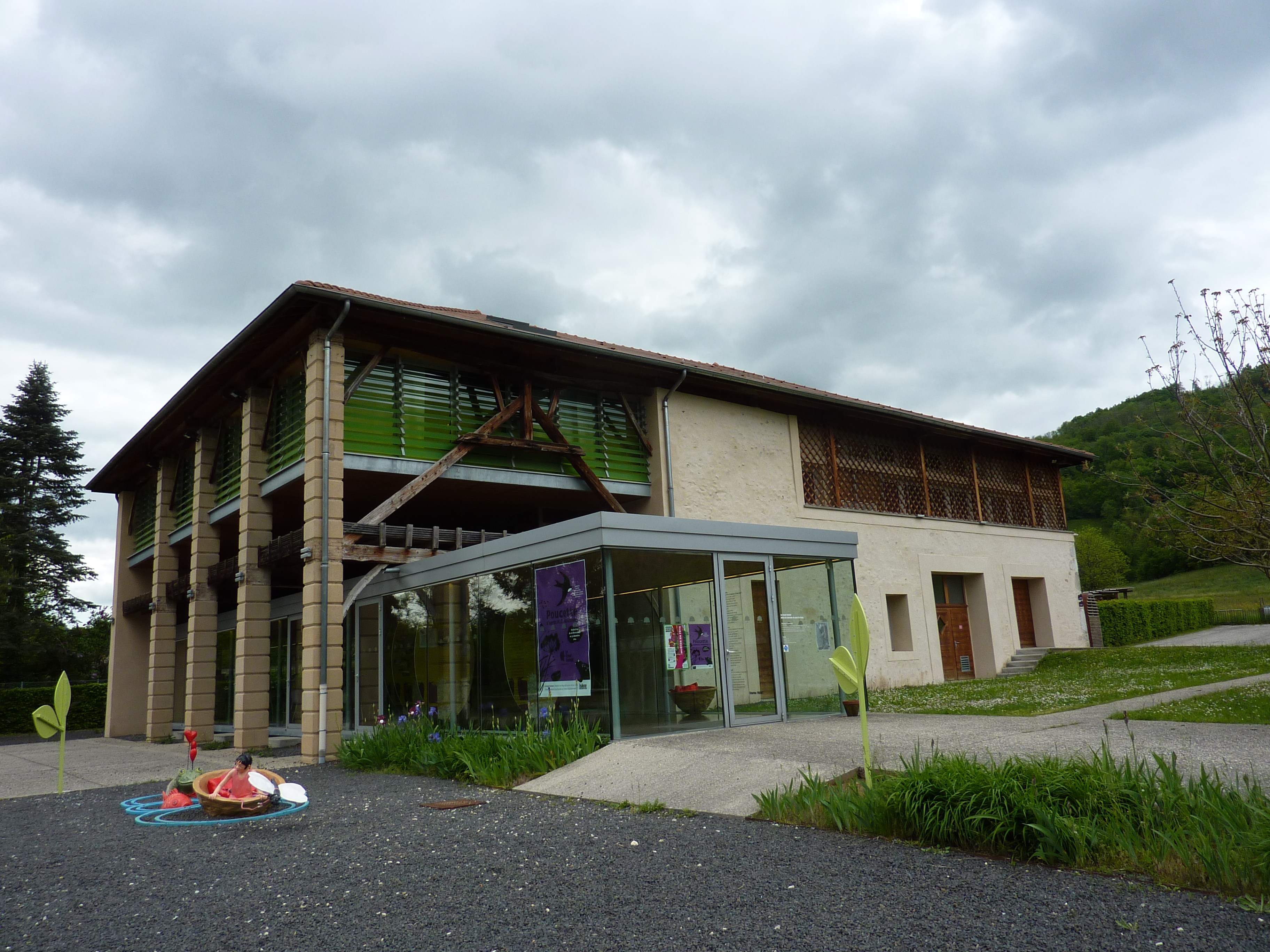
Le Grand Séchoir - Maison du Pays de la noix à Vinay

- Musée de Grenoble : collections couvrant les principales périodes de l'histoire de l'art de l'Antiquité à nos jours.
- Muséum de Grenoble
- Musée Stendhal
- Le Magasin de Grenoble
- Musée Géo-Charles de Échirolles
- CCSTI - La Casemate : Centre de Culture Scientifique, Technique et Industrielle de Grenoble.
- La Mine Image de La Motte-d'Aveillans
- La Magie des Automates à Lans en Vercors
- Musée grenoblois des sciences médicales de La Tronche
- Musée des liqueurs Cherry-Rocher de La Côte-Saint-André
- Musée de la Grande Chartreuse de Saint-Pierre-de-Chartreuse
- Palais du Chocolat à La Côte-Saint-André
- Musée de Revel-Tourdan
- Musée de Bressieux
- Arhome, musée de l'innovation industrielle de Grenoble
- Musée Autrefois de Champ-sur-Drac
- Musée de la Chimie de Jarrie
- Musée des beaux-arts et d'archéologie de Vienne
- Musée archéologique Église Saint-Pierre de Vienne
- Église et cloître roman Saint-André-le-Bas de Vienne
- Musée de l'industrie textile de Vienne
- Musée archéologique du lac de Paladru aux Villages du Lac de Paladru (anciennement Paladru)
- Musée Hydrélec-Grand'maison à Allemond
- Musée Joseph Laforge à Allevard
- Musée de la Lauze à Annoisin-Chatelans
- Musée des troupes de montagne de Grenoble
- Musée gallo-romain d'Aoste
- Musée des minéraux et de la faune des Alpes du Bourg-d'Oisans
- Musée de Bourgoin-Jallieu
- Musée Bayard à Pontcharra
- Musée Mainssieux de Voiron
- Musée de la Viscose de Échirolles
- Musée Pégoud de Montferrat
- Maison du patrimoine de Villard-de-Lans
- Atelier Gilioli de Saint-Martin-de-la-Cluze
- Musée du Trièves de Mens
- Espace Giono de Lalley
- Le Grand Séchoir de Vinay
- Musée de l'eau de Pont-en-Royans
- Couvent des Carmes de Beauvoir-en-Royans
- Musée de la Résistance régionale et de la Déportation de Pont-de-Beauvoisin
- Musée de la machine à bois et de l’outillage à main de Pont-de-Beauvoisin
- Musée du Tisserand Dauphinois de La Bâtie-Montgascon
- Musée de la vie rurale de Saint-Quentin-Fallavier
- Maison du patrimoine de Saint-Chef
- Espace Patrimoine de Vaujany
- Maison de la faune de Vaujany
- Musée Chasal Lento de Mont-de-Lans
- Maison Ravier de Morestel
- Maison de la montagne - espace d’exposition de Les Deux-Alpes
- Musée mémoires d’alpinismes de Saint-Christophe-en-Oisans
- Musée de la Romanche de Livet-et-Gavet
- Maison départementale des Alpages de Besse-en-Oisans
- Musée d’Huez et de l’Oisans de L'Alpe-d'Huez
- Musée du Rivier - Espace York-Mallory d'Allemont
- Musée EDF Hydrélec de Vaujany
- Maison du patrimoine de Pellafol
- Musée Matheysin de La Mure
- Villa de Licinius de Clonas-sur-Varèze
- Maison de la pierre et du ciment de Montalieu-Vercieu
- Maison du patrimoine de Hières-sur-Amby
- Forges et Moulins de Pinsot
- Musée rural d’arts et de traditions populaires «La Combà, Autrafé» de La Combe-de-Lancey
- Musée d'Allevard
- Musée de la faïence fine de Jarcieu
- Écomusée rural de Longechenal
- Histo Bus Dauphinois de Pont-de-Claix

### Archives

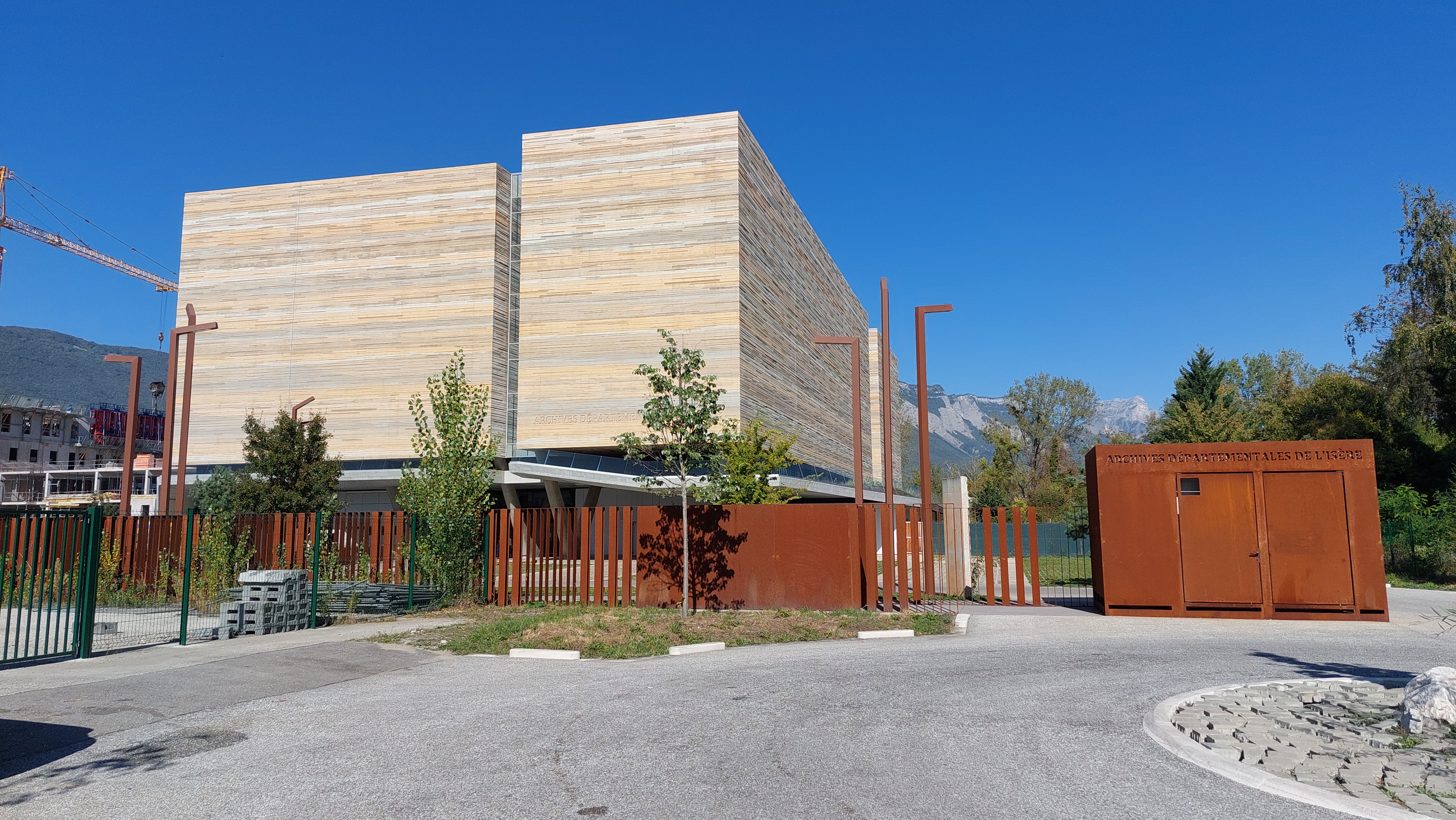
Archives départementales de l'Isère à Saint-Martin d'Hères

- Archives départementales de l'Isère
- Archives de Grenoble
- Archives de Vienne

### Bibliothèques
- Bibliothèque municipale de Grenoble

Réseau de 11 bibliothèques réparties dans plusieurs quartiers de la commune
- Médiathèque départementale de l'Isère

### Littérature
- Maison de la poésie Rhône-Alpes

## Création et arts vivants

### Théâtres
- Espace 600,Grenoble

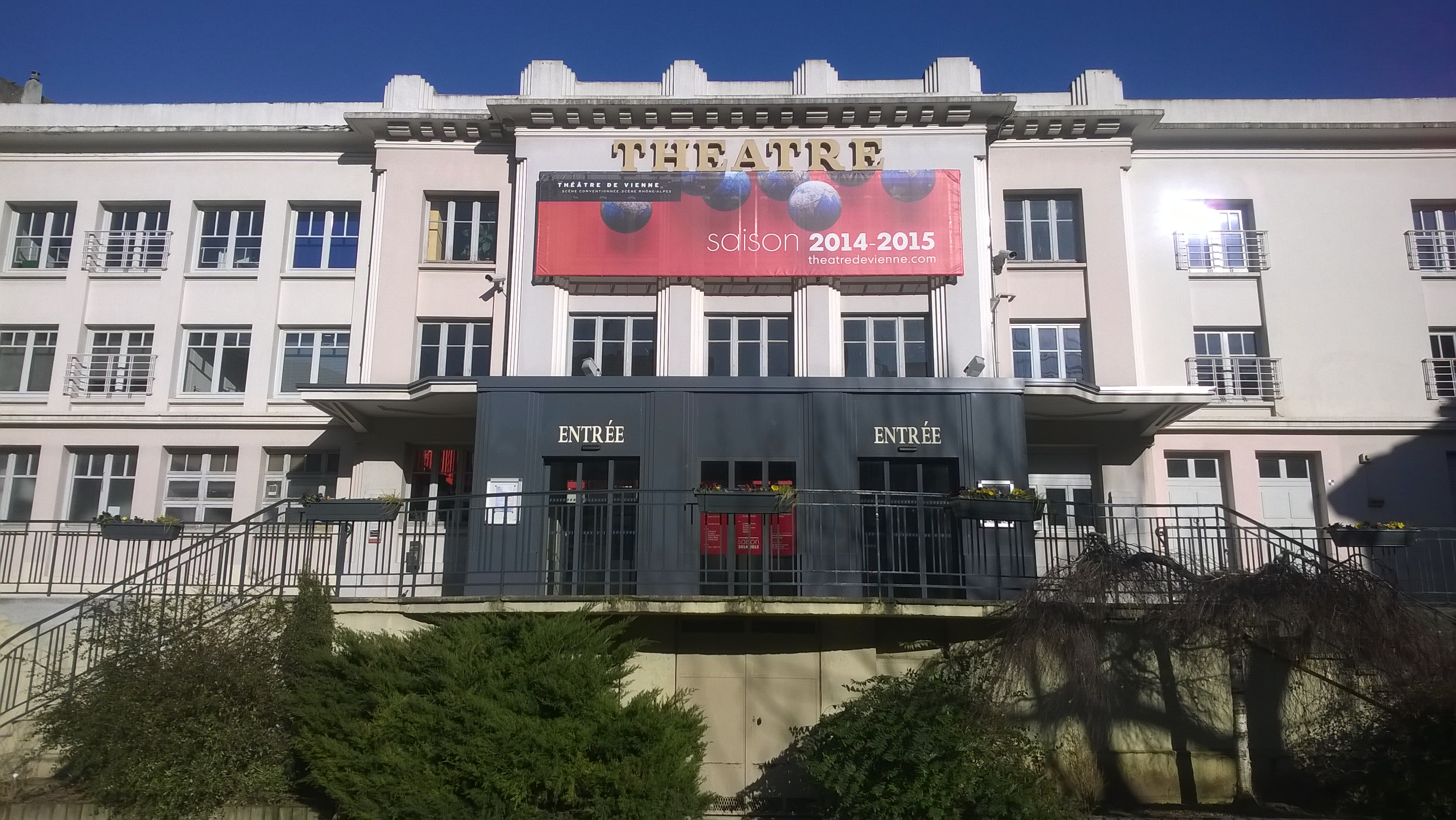
Théâtre de Vienne

- L'Heure Bleue, Saint-Martin-d'Hères
- Théâtre 145, Grenoble
- Théâtre de poche, Grenoble
- Salle de spectacle Théâtre Navarre (300 places), Champ-sur-Drac
- ACCR
- Théâtre de création
- Centre culturel L'ilyade de Seyssinet-Pariset
- Espace Paul Jargot de Crolles
- L'Amphithéâtre de Le Pont-de-Claix
- L'Hexagone, scène nationale arts-sciences de Meylan
- L'Odyssée de Eybens
- La Faïencerie de La Tronche
- La Rampe - La Ponatière d'Échirolles
- La source de Fontaine
- Le Coléo de Pontcharra
- Le Diapason de Domène
- Le Grand Angle de Voiron
- Le Pot au noir de Saint-Paul-lès-Monestier
- TEC-Roussillon de Saint-Maurice-l'Exil
- MC2 / Maison de la culture de Grenoble
- Théâtre de La Mure
- Théâtre du Vellein de Villefontaine
- Théâtre de Vienne
- Théâtre Jean Vilar de Bourgoin-Jallieu
- Théâtre Sainte-Marie d'En-Bas de Grenoble
- L'Agora de Saint-Ismier
- Le Petit Théâtre de Grenoble
- Le Centre Equinoxe de La Tour du Pin
- Le Grenier / Les Halles de La Tour du Pin

### Salles de spectacles
- Palais des sports de Grenoble (12 000 places), Grenoble
- Summum (Grenoble) (5 000 places), Grenoble

#### Musique
- La Bobine de Grenoble
- La Locomysic de Vienne
- L'Ampérage de Grenoble
- La Régie 2C de Grenoble
- Maison de la Musique de Meylan
- SMAC / Les Abattoirs de Bourgoin-Jallieu
- La Salle Noire de Grenoble

##### Musique instrumentale

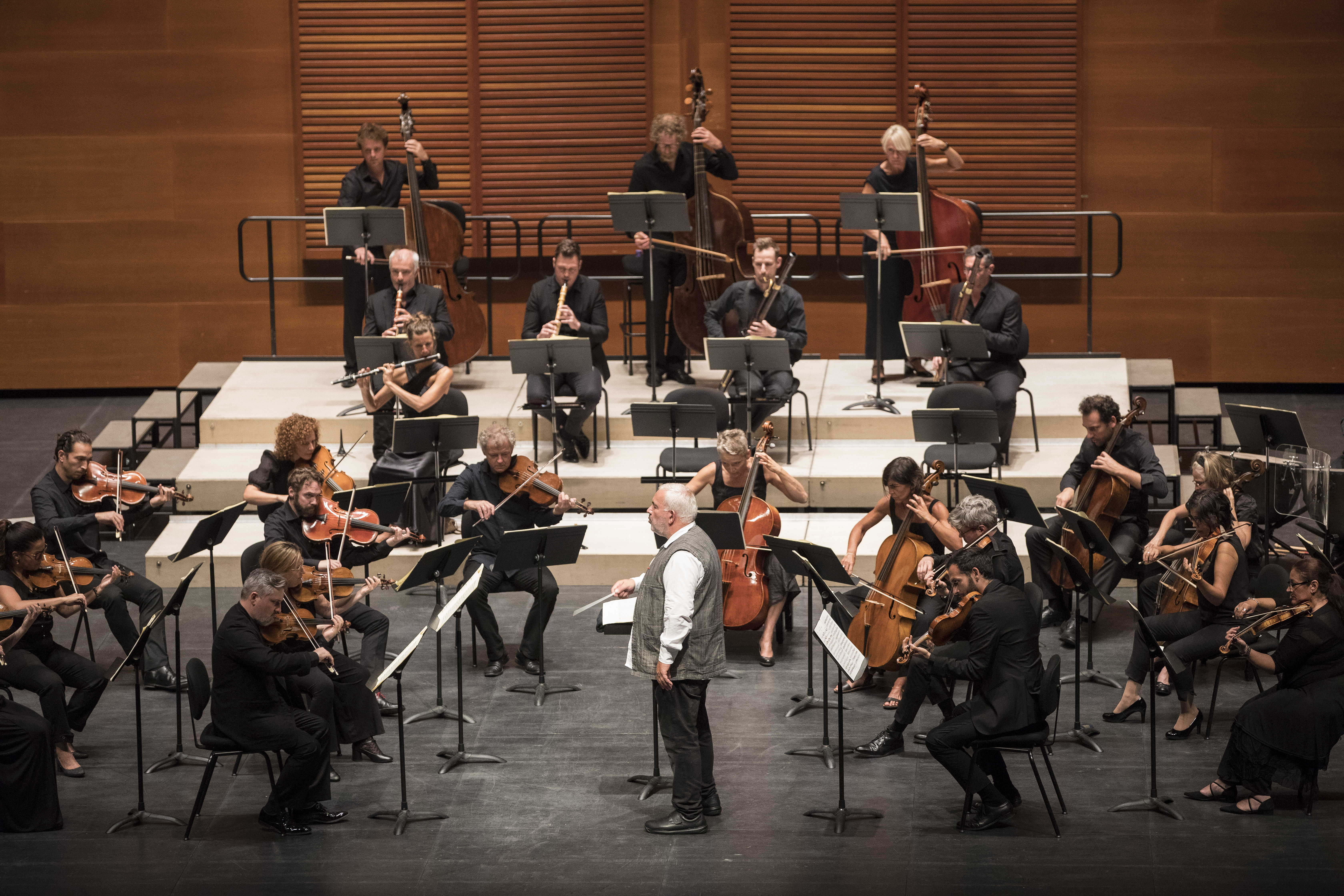
Les Musiciens du Louvre

- Les Musiciens du Louvre de Grenoble
- La Chambre philharmonique - En résidence à Bourgoin-Jallieu
- Conservatoire à rayonnement régional de Grenoble
- Conservatoire de Bourgoin-Jallieu

##### Chant et Chorales
Un site isérois répertorie plus de 130 chorales ou ensembles vocaux dans ce département (139 exactement au moment où nous écrivons cet article). Nous pouvons  estimer qu'il y en a davantage.

#### Centres de création
- CCN - Centre National Chorégraphique de Grenoble
- Créarc - Centre de Création de Recherche et des Cultures
- Le Pacifique - Centre de développement chorégraphique de Grenoble

##### Centres d'art

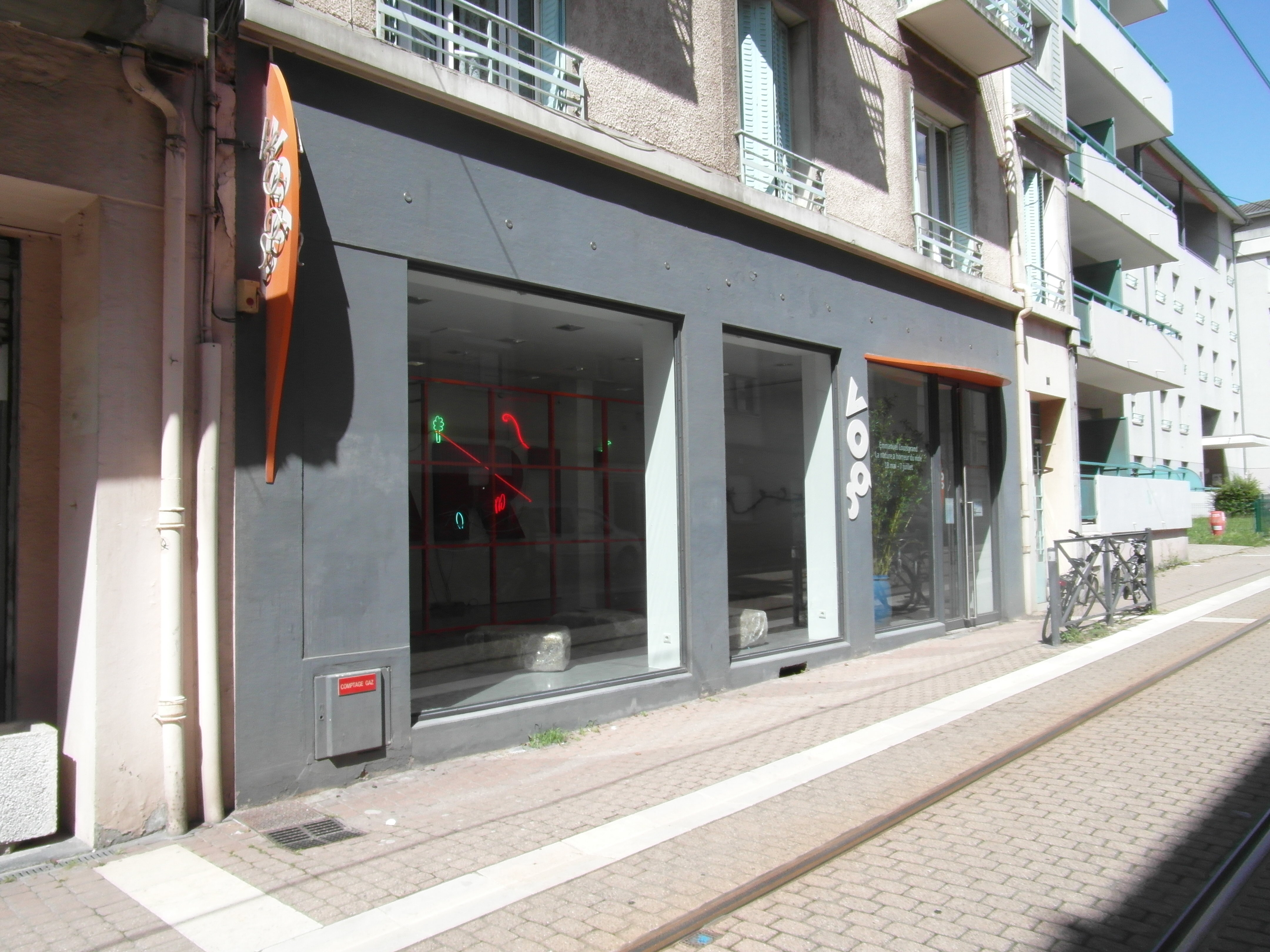
Le Vog de Fontaine

- CAB - Centre d’Art de la Bastille de Grenoble
- Espace Vallès de Grenoble
- La Bifurk de Grenoble
- La Halle
- Le Magasin - Centre National d'Art Contemporain de Grenoble
- Le Vog de Fontaine
- Spacejunk de Grenoble

##### Galeries d'art

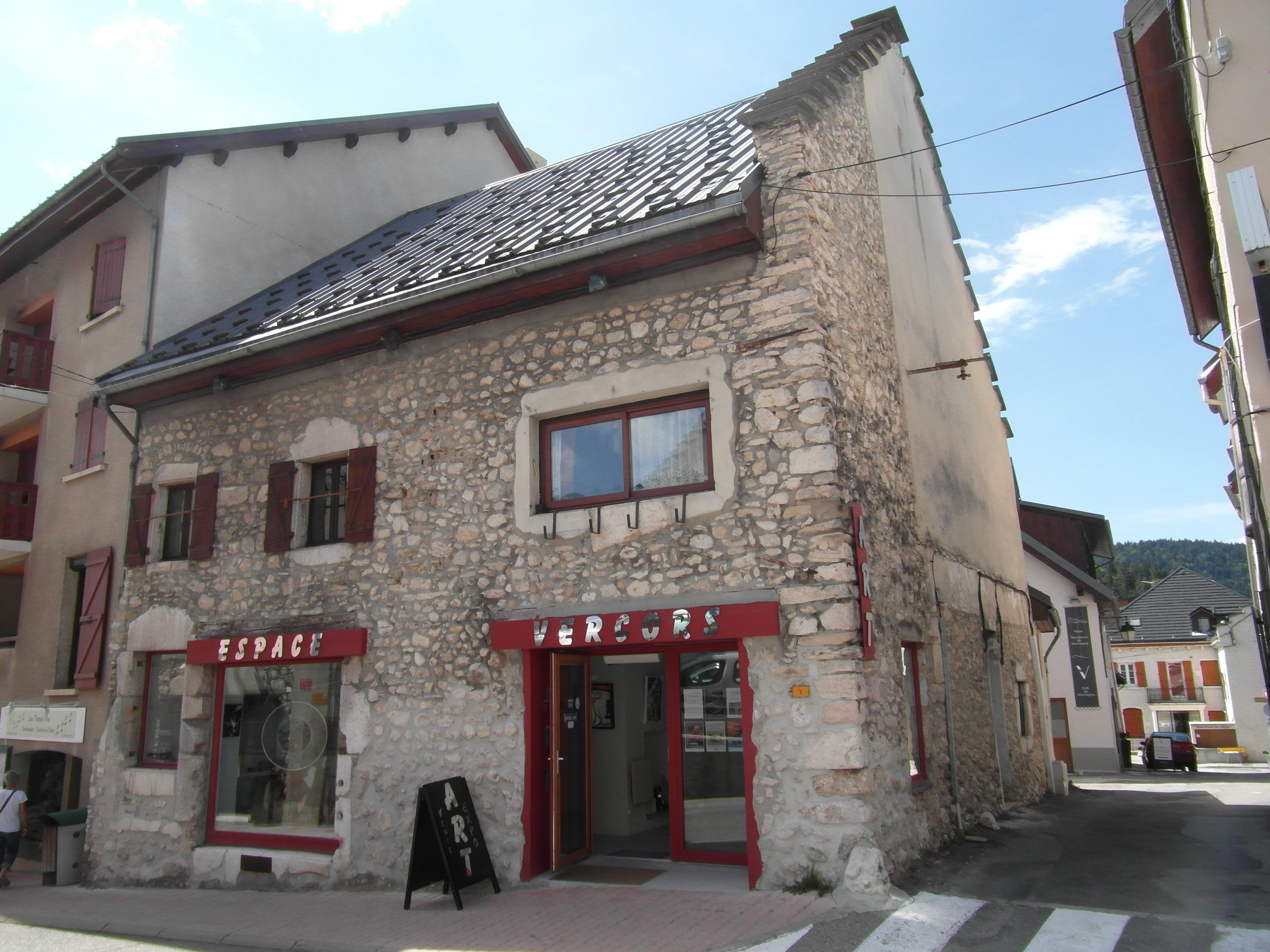
Galerie d'art « Espace Vercors » à Villard-de-Lans

- Galerie d'art Espace Vercors de Villard-de-Lans
- Galerie Origin de Fontaine
- Ka&Nao de Grenoble
- Vent des cimes de Grenoble
- Le Hang'Art de Grenoble
- ArtWork Galerie de Pont de Beauvoisin
- Galerie Deneulin de Barraux
- Galerie Eliane Poggi
- NUNC ! de Grenoble
- Galerie 2.3
- Les Aristoloches
- Galerie Cupillard
- Entr'arts
- Galerie Vaujany
- Galerie Voltaire
- Galerie La Pléiade
- Galerie Marie-Louise
- L'art et la raison
- Alter-Art de Grenoble
- L'étranger de Grenoble
- Abrupt de Grenoble
- Atelier du 8 de Grenoble
- Studio 1011
- Le triangle des arts de Grenoble
- Art'Tea Stic de Grenoble

### Salles de cinéma

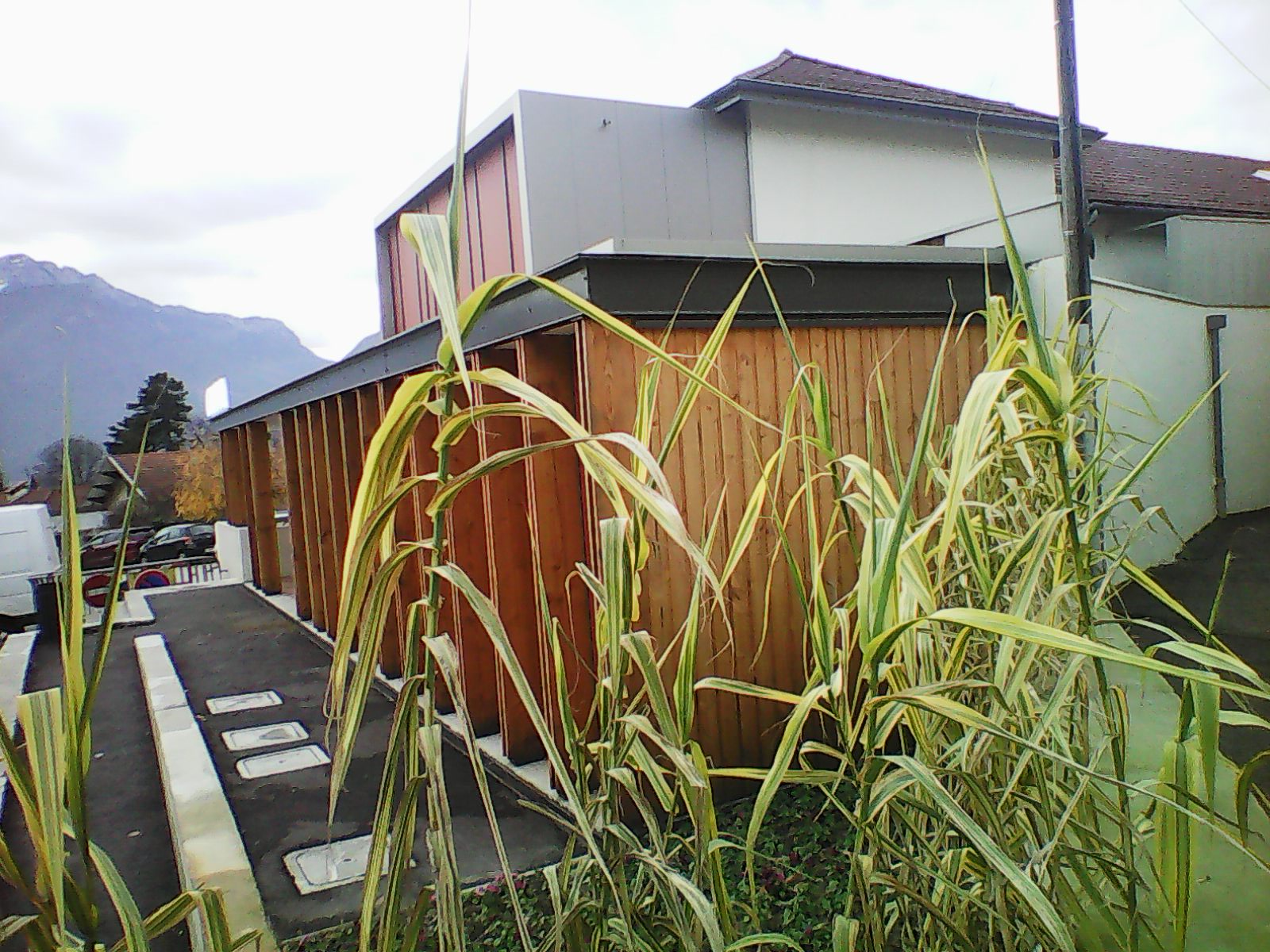
Le cinéma Le Cap à Voreppe

- Le Kinépolis de Bourgoin-Jallieu
- Le Club de Grenoble
- Le Méliès de Grenoble
- La Nef de Grenoble
- Pathé Chavant de Grenoble
- Les 6 Rex de Grenoble
- Pathé Echirolles de Échirolles
- La Vence Scène de Saint-Egrève
- Mon Ciné de Saint-Martin-d'Hères
- Amphi de  Vienne
- Le Cap de Voreppe
- Royal de Voiron
- Les Écrans de  Voiron
- Passr'l de  Voiron
- Espace Aragon de  Villard-Bonnot
- Le Jeu de Paume de  Vizille
- Le Fellini de  Villefontaine
- Cinéma Paradiso de  Tullins

### Festivals
- Festival Berlioz

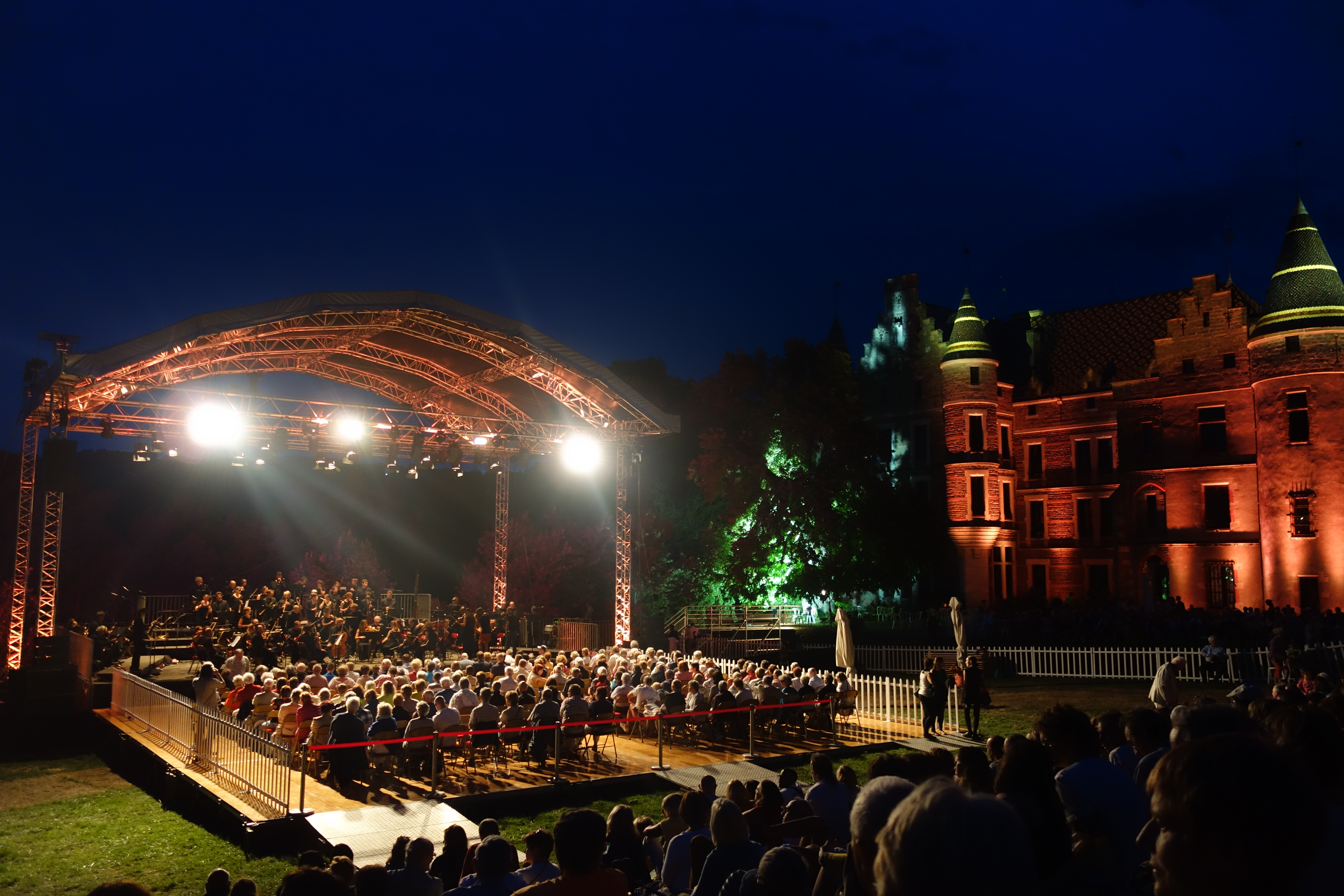
Concert au Château de Pupetières durant le festival Berlioz

- Festival international du cirque de Grenoble
- Street Art Fest Grenoble Alpes
- Sang d'encre